# Mala Gora, Rožek
Mala Gora (nemško Kleinberg) je naselje v Občini Rožek v Okraju Beljak-dežela na Koroškem v Avstriji.